# Torben Moltke-Leth
Torben Moltke-Leth (født 9. marts 1940) er en dansk advokat.
Han blev cand.jur. 1966 og fik møderet for Højesteret 1969. Han er eller har været bestyrelsesformand i Hede Nielsen, H&M Hennes & Mauritz, Intrum Justitia, Klifo, Kunststof-Kemi Skandinavia, Neye Fonden, Pågen, Unitruck Holding Aps, Lån & Spar Rationel Invest, Gasell Profil, Konservesgaarden, Curex og Rautaruukki Holding Danmark. Desuden er han bestyrelsesmedlem i andre danske virksomheder. Han er derudover far til tidligere jægersoldat og forfatter Nicolai Moltke-Leth.